# Campionato europeo maschile di pallavolo 2003
Il XXIII campionato europeo maschile di pallavolo si svolse a Berlino, Karlsruhe e Lipsia, in Germania, dal 5 al 14 settembre 2003. Al torneo parteciparono 12 squadre nazionali europee e la vittoria finale andò per la quinta volta all'Italia.

## Qualificazioni
Al campionato europeo partecipano la nazionale del paese ospitante, le prime 5 squadre classificate nel campionato del 2001 e 6 squadre provenienti dai gironi di qualificazione.

### Squadre già qualificate
- Germania (Paese ospitante)
- Serbia e Montenegro (1º posto nel campionato europeo 2001)[1]
- Italia (2º posto nel campionato europeo 2001)
- Russia (3º posto nel campionato europeo 2001)
- Rep. Ceca (4º posto nel campionato europeo 2001)
- Polonia (5º posto nel campionato europeo 2001)

### Gironi di qualificazione
| Girone A       | Girone B          | Girone C           | Girone D           |
| -------------- | ----------------- | ------------------ | ------------------ |
| Bulgaria       | Grecia            | Spagna             | Slovacchia         |
| Ungheria       | Francia           | Paesi Bassi        | Ucraina            |
| Croazia Belgio | Finlandia Romania | Slovenia Macedonia | Portogallo Turchia |

## Squadre partecipanti
| - Bulgaria - Francia - Germania - Grecia - Italia - Paesi Bassi | - Polonia - Rep. Ceca - Russia - Serbia e Montenegro - Slovacchia - Spagna |

## Gironi
| Gruppo A                                                       | Gruppo B                                            |
| -------------------------------------------------------------- | --------------------------------------------------- |
| Bulgaria Grecia Paesi Bassi Polonia Russia Serbia e Montenegro | Francia Germania Italia Rep. Ceca Slovacchia Spagna |

## Fase finale

### Finali 5º e 7º posto - Berlino
|  | Semifinali 5º/8º posto | Semifinali 5º/8º posto | Semifinali 5º/8º posto |         |             | Finale 5º/6º posto | Finale 5º/6º posto | Finale 5º/6º posto |  |
|  |                        |                        |                        |         |             |                    |                    |                    |  |
|  | Polonia                | Polonia                | 3                      |         |             |                    |                    |                    |  |
|  | Polonia                | Polonia                | 3                      |         |             |                    |                    |                    |  |
|  | Germania               | Germania               | 1                      |         |             |                    |                    |                    |  |
|  | Germania               | Germania               | 1                      |         | Paesi Bassi | Paesi Bassi        | 0                  |                    |  |
|  |                        |                        |                        |         | Paesi Bassi | Paesi Bassi        | 0                  |                    |  |
|  |                        |                        | Polonia                | Polonia | 3           |                    |                    |                    |  |
|  | Paesi Bassi            | Paesi Bassi            | Polonia                | Polonia | 3           | 3                  |                    |                    |  |
|  | Paesi Bassi            | Paesi Bassi            |                        |         |             | 3                  |                    |                    |  |
|  | Spagna                 | Spagna                 | 2                      |         |             | Finale 7º/8º posto | Finale 7º/8º posto | Finale 7º/8º posto |  |
|  | Spagna                 | Spagna                 | 2                      |         |             |                    |                    |                    |  |
|  |                        |                        |                        |         |             |                    |                    |                    |  |
|  |                        |                        |                        |         |             | Spagna             | Spagna             | 1                  |  |
|  |                        |                        |                        |         |             | Spagna             | Spagna             | 1                  |  |
|  |                        |                        |                        |         |             | Germania           | Germania           | 3                  |  |

### Finali 1º e 3º posto - Berlino
|  | Semifinali          | Semifinali          | Semifinali |        |         | Finale              | Finale              | Finale          |  |
|  |                     |                     |            |        |         |                     |                     |                 |  |
|  | Russia              | Russia              | 0          |        |         |                     |                     |                 |  |
|  | Russia              | Russia              | 0          |        |         |                     |                     |                 |  |
|  | Italia              | Italia              | 3          |        |         |                     |                     |                 |  |
|  | Italia              | Italia              | 3          |        | Francia | Francia             | 2                   |                 |  |
|  |                     |                     |            |        | Francia | Francia             | 2                   |                 |  |
|  |                     |                     | Italia     | Italia | 3       |                     |                     |                 |  |
|  | Serbia e Montenegro | Serbia e Montenegro | Italia     | Italia | 3       | 2                   |                     |                 |  |
|  | Serbia e Montenegro | Serbia e Montenegro |            |        |         | 2                   |                     |                 |  |
|  | Francia             | Francia             | 3          |        |         | Finale 3º posto     | Finale 3º posto     | Finale 3º posto |  |
|  | Francia             | Francia             | 3          |        |         |                     |                     |                 |  |
|  |                     |                     |            |        |         |                     |                     |                 |  |
|  |                     |                     |            |        |         | Serbia e Montenegro | Serbia e Montenegro | 1               |  |
|  |                     |                     |            |        |         | Serbia e Montenegro | Serbia e Montenegro | 1               |  |
|  |                     |                     |            |        |         | Russia              | Russia              | 3               |  |

## Podio

### Campione
Formazione: 1 Luigi Mastrangelo, 2 Marco Meoni, 5 Valerio Vermiglio, 6 Samuele Papi, 7 Andrea Sartoretti, 9 Cristian Savani, 12 Damiano Pippi, 13 Andrea Giani, 14 Alessandro Fei, 16 Francesco Biribanti, 17 Paolo Cozzi, 18 Matej Černič, CT: Gian Paolo Montali

### Secondo posto
Formazione: 1 Johan Cohen, 2 Hubert Henno, 3 Dominique Daquin, 7 Stéphane Antiga, 8 Laurent Capet, 9 Frantz Granvorka, 10 Vincent Montméat, 11 Loïc de Kergret, 12 Luc Marquet, 16 Mathias Patin, 17 Oliver Kieffer, 18 Sébastien Frangolacci, CT: Philippe Blain

### Terzo posto
Formazione: 3 Semën Poltavskij, 4 Sergey Baranov, 5 Pavel Abramov, 6 Igor' Šulepov, 7 Aleksej Kazakov, 8 Sergej Tetjuchin, 9 Vadim Chamutckich, 10 Roman Jakovlev, 11 Konstantin Ušakov, 13 Evgenij Mit'kov, 14 Andrej Egorčev, 18 Aleksej Koulechov, CT: Gennady Shipulin

## Classifica finale
| Classifica | Squadre             | Qualificazione                                 |
| ---------- | ------------------- | ---------------------------------------------- |
| Oro        | Italia              | Coppa del Mondo 2003                           |
| Argento    | Francia             | Coppa del Mondo 2003 - Campionato europeo 2005 |
| Bronzo     | Russia              | Campionato europeo 2005                        |
| 4          | Serbia e Montenegro |                                                |
| 5          | Polonia             | Campionato europeo 2005                        |
| 6          | Paesi Bassi         | Campionato europeo 2005                        |
| 7          | Germania            |                                                |
| 8          | Spagna              |                                                |
| 9          | Bulgaria            |                                                |
| 10         | Grecia              |                                                |
| 11         | Rep. Ceca           |                                                |
| 12         | Slovacchia          |                                                |